# Politik i Anhui

Anhuis läge i Kina.

Den politiska makten i Anhui utövas officiellt provinsen Anhuis folkregering, som leds av den regionala folkkongressen och guvernören i provinsen. Dessutom finns det en regional politiskt rådgivande konferens, som motsvarar Kinesiska folkets politiskt rådgivande konferens och främst har ceremoniella funktioner. Provinsens guvernör sedan 2007 är Wang Sanyun.
I praktiken utövar dock den regionala avdelningen av Kinas kommunistiska parti den avgörande makten i Anhui och partisekreteraren i regionen har högre rang i partihierarkin än guvernören. Sedan början av 2008 heter partisekreteraren Wang Jinshan.

## Lista över Anhuis guvernörer
- Zeng Xisheng (曾希圣): 1952 – 1955
- Huang Yan (黄岩): 1955 – 1967
- Li Desheng (李德生): 1968 – 1974
- Song Peizhang (宋佩璋): 1975 – 1978
- Wan Li (万里): 1978 – 1979
- Zhang Jinfu (张劲夫): 1979 – 1981
- Zhou Zijian (周子健): 1981 – 1983
- Wang Yuzhao (王郁昭): 1983 – 1987
- Lu Rongjing (卢荣景): 1987 – 1989
- Fu Xishou (傅锡寿): 1989 – 1994
- Hui Liangyu (回良玉): 1994 – 1998
- Wang Taihua (王太华): 1998 – 2000
- Xu Zhonglin (许仲林): 2000 – 2002
- Wang Jinshan (王金山): 2002 – 2007
- Wang Sanyun (王三运): november 2007 –

## Lista över Anhuis partisekreterare
- Zeng Xisheng (曾希圣): 1952 – 1962
- Li Baohua (李葆华): 1962 – 1967
- Li Desheng (李德生): 1969 – 1974
- Song Peizhang (宋佩璋): 1975 – 1977
- Wan Li (万里): 1977 – 1980
- Zhang Jinfu (张劲夫): 1980 – 1982
- Zhou Zijian (周子健): 1982 – 1983
- Huang Huang (黄璜): 1983 – 1986
- Li Guixian (李贵鲜): 1986 – 1988
- Lu Rongjing (卢荣景): 1988 – 1998
- Hui Liangyu (回良玉): 1998 – 2000
- Wang Taihua (王太华): 2000 – 2004
- Guo Jinlong (郭金龙): 2004 – 2007
- Wang Jinshan (王金山): 31 januari 2008 –